# くるみ割り人形・右向け右 =わたしはひ・と・み=
『くるみ割り人形・右向け右 =わたしはひ・と・み=』（くるみわりにんぎょう・みぎむけみぎ わたしはひとみ）は、1978年9月に発売された、石川ひとみのアルバムである。

## 解説
- LPレコードのアルバム『くるみ割り人形』（1978年12月21日発売）に先がけて、アポロン音楽工業制作のカセットテープのみで発売された。カセット品番　KSF1114。[1]
- A面にはシングル「右向け右」、「くるみ割り人形」のA面・B面4曲と、後にアルバム『ひとりぼっちのサーカス』に収録された「哀愁に走って」「ライ・ライ・ライ」が収録されている。
- B面では、渡辺プロダクションにおける石川の先輩にあたる、太田裕美・天地真理・アグネス・チャンの楽曲をカバーしている。
- A面の最後には「ひとみのひとりごと」と題する詩の朗読が収録されている。
- 本アルバムは2002年に制作・発売されたCDボックスセット『78-86ぼくらのベスト 石川ひとみCD-BOX』において、「ひとみのひとりごと」を除きデジタル音源化された。

## 収録曲

### Side A
1. くるみ割り人形（作詞：三浦徳子／作曲：馬飼野康二／編曲：大村雅朗）
2. タイトロープ（作詞：岡田冨美子／作曲：馬飼野康二／編曲：大村雅朗）
3. 哀愁に走って（作詞：うさみかつみ／作曲：三木たかし／編曲：若草恵）
4. ライ・ライ・ライ（作詞：中村典子／作曲：三木たかし／編曲：佐藤準）
5. ピピッと第六感（作詞：三浦徳子／作曲：丹羽応樹／編曲：竜崎孝路）
6. 右向け右（作詞：三浦徳子／作曲：宮川泰／編曲：竜崎孝路）

〈朗読〉ひとみのひとりごと（台詞：篠木清高）

### Side B
1. 木綿のハンカチーフ（作詞：松本隆／作曲：筒美京平／編曲：荒木圭男）
  - オリジナルは1975年、太田裕美歌唱。
2. 冬の日の帰り道（作詞・作曲：小泉まさみ／編曲：荒木圭男）
  - オリジナルは1975年、アグネス・チャン歌唱。
3. ポケットいっぱいの秘密（作詞：松本隆／作曲：穂口雄右／編曲：荒木圭男）
  - オリジナルは1974年、アグネス・チャン歌唱。
4. 想い出のセレナーデ（作詞：山上路夫／作曲：森田公一／編曲：荒木圭男）
  - オリジナルは1974年、天地真理歌唱。
5. 九月の雨（作詞：松本隆／作曲：筒美京平／編曲：荒木圭男）
  - オリジナルは1977年、太田裕美歌唱。
6. 海より青い瞳（作詞・作曲：中原千史／編曲：荒木圭男）
  - オリジナルは1974年、アグネス・チャン歌唱。